# بنك باراغواي المركزي
بنك باراغواي المركزي هي أعلى سلطة نقدية في باراغواي، وهو الهيئة الحاكمة للبلاد في الماليات والاقتصاد. مقره في أسونسيون. تم إنشاء المؤسسة بموجب القانون رقم 18/52 بتاريخ 25 مارس 1952. وفي عام 1995 تم استبدال الإطار القانوني للبنك المركزي بالقانون رقم 489/95. يدير البنك عملية طباعة وسك عملة غواراني باراغواي.
ينشط البنك في الترويج لسياسة الإدماج المالي وهو عضو قيادي في التحالف من أجل الشمول المالي. كما أنها واحدة من المؤسسات التنظيمية الأصلية البالغ عددها 17 مؤسسة لتقديم التزامات وطنية محددة للإدماج المالي بموجب إعلان المايا خلال منتدى السياسة العالمية لعام 2011 المنعقد في المكسيك.
في عام 1998 أمر البنك بتصفية أحد البنوك في البلاد بسبب النقص الشديد في السيولة، وأرسلت الحكومة تشريعات الطوارئ إلى الكونغرس في محاولة لضمان الودائع المصرفية ومنع تشغيل المدخرات.
في عام 2005 سُجِنَ رئيس باراغواي السابق لويس أنجيل غونزاليس ماكي وأربعة من مسؤولي البنك بعد تورطهم في التحويل غير القانوني للأموال البالغة 16 مليون دولار عبر البنك إلى الولايات المتحدة.

## وصلات خارجية
- (بالإسبانية) الموقع الرسمي: البنك المركزي في باراجواي